# Jean Jones
Pour les articles homonymes, voir Saint Jean et Jones.
Jean Jones (Né vers 1530 à Clynnog Fawr, Caernarfonshire (Gwynedd), Pays de Galles - mort le 12 juillet 1598 à Southwark, Angleterre), également connu sous le nom de Robert Buckley, John Griffith, Godfrey Maurice (en religion), ou Griffith Jones était un prêtre catholique gallois devenu franciscain conventuel et mort martyr sous le règne d'Élizabeth Ire. 

## Biographie
Jean Jones est né dans une famille galloise réfractaire, une famille restée fidèle à l'Église catholique romaine au moment où le Royaume-Uni passait à l'Anglicanisme. Souhaitant devenir prêtre, il fait un premier séjour en France et entre au séminaire à Reims. Ordonné prêtre en 1582, il retourne clandestinement au Royaume-Uni portant alors le nom de Robert Buckley et exerce son ministère à Londres principalement. Découvert en 1585, il est une première fois arrêté et emprisonné à Marshalsea. À l'été 1586, il est libéré sous caution, et assigné à résidence au château de Wisbech (en).
Il finit par quitter l'Angleterre pour retourner en France, évadé ou exilé selon les sources, et en 1590 et à l'âge de soixante ans il rejoint les franciscains conventuels à Pontoise. Il est ensuite membre de la communauté d'Ara Coeli à Rome. Désirant retourner en Angleterre il convainc ses supérieurs et repart déguisé et sous un faux nom en 1592 pour Londres. Pendant quatre années, il vit caché et voyage beaucoup. En 1596, il est capturé et est emprisonné pendant près de deux ans, période durant laquelle il subit la torture. Jean Rigby, qui subira comme lui le martyr, est son compagnon d'infortune.
Le 3 juillet 1598, Il est jugé pour « avoir traversé les mers la première année du règne de Sa Majesté (1558) et y avoir été fait prêtre par l'autorité de Rome, puis retourné en Angleterre contrairement à la loi ». Il est reconnu coupable de haute trahison et condamné à être pendu, traîné sur une claie jusqu'à la potence et écartelé selon le traitement réservé aux traîtres.

## Vénération
Jean Jones a été déclaré vénérable par le pape Léon XIII et béatifié en 1929 par le pape Pie XI avec un jour de fête le 12 juillet. Il a été canonisé le 25 octobre 1970 par le pape Paul VI. Il est l'un des quarante martyrs d'Angleterre et du Pays de Galles.